# わたしの宵待草
「わたしの宵待草」（わたしのよいまちぐさ）は、1973年10月1日に発売された浅田美代子の3枚目のシングル。

## 解説
- 浅田のシングルで初めてオリコンBEST10入りを逃した作品となった。

## 収録曲
- 両楽曲共に、作詞：小谷夏／作曲：都倉俊一／編曲：高田弘

1. わたしの宵待草（2分34秒）
2. 恋のシンデレラ（2分52秒）

## 収録アルバム
- GOLDEN☆BEST 浅田美代子